# Mario Stecher

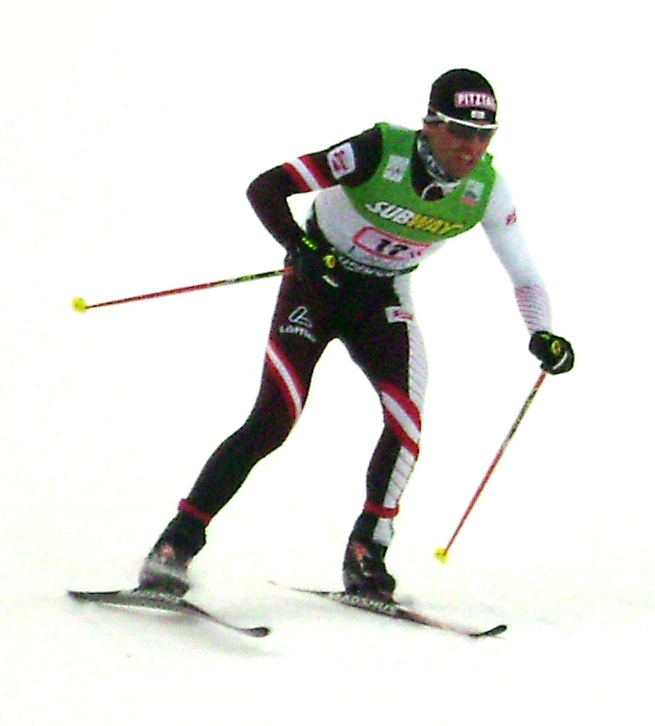
Mario Stecher 2014

Mario Stecher (Eisenerz, 17 juli 1977) is een Oostenrijkse noordse combinatieskiër. Hij vertegenwoordigde zijn vaderland op vijf achtereenvolgende Olympische Winterspelen; Lillehammer 1994, Nagano 1998, Salt Lake City 2002, Turijn 2006 en Vancouver 2010. Stecher is getrouwd met alpineskiester Carina Raich, de zus van alpineskiër Benjamin Raich.

## Carrière
In december 1993 maakte Stecher in Saalfelden zijn wereldbekerdebuut, hij eindigde bij zijn debuut op de zevende plaats. Een maand later won de Oostenrijker in Oslo zijn eerste wereldbekerwedstrijd. Tijdens de Olympische Winterspelen van 1994 in Lillehammer eindigde Stecher als zevenentwintigste op de Gundersen, in de teamwedstrijd eindigde hij samen met Georg Riedelsperger en Felix Gottwald op de negende plaats.
Op de wereldkampioenschappen noordse combinatie 1995 in Thunder Bay eindigde de Oostenrijker samen Robert Stadelmann, Georg Riedelsperger en Klaus Ofner op de vijfde plaats. In Trondheim nam Stecher deel aan de wereldkampioenschappen noordse combinatie 1997, op dit toernooi veroverde hij samen met Christoph Eugen, Felix Gottwald en Robert Stadelmann de bronzen medaille in de teamwedstrijd. Tijdens de Olympische Winterspelen van 1998 in Nagano eindigde de Oostenrijker als achtste op de Gundersen, samen met Christoph Eugen, Christoph Bieler en Felix Gottwald eindigde hij op de vierde plaats in de teamwedstrijd. In het seizoen 1997/1998 eindigde Stecher op de tweede plaats in het eindklassement.
Op de wereldkampioenschappen noordse combinatie 1999 in Ramsau sleepte de Oostenrijker de zilveren medaille in de wacht op de sprint en eindigde hij als vijfentwintigste op de Gundersen, in de teamwedstrijd eindigde hij samen met Christophe Eugen, Felix Gottwald en David Kreiner op de zevende plaats. In Lahti nam Stecher deel aan de wereldkampioenschappen noordse combinatie 2001, op dit toernooi legde hij samen met Christoph Eugen, David Kreiner en Felix Gottwald beslag op de zilveren medaille in de teamwedstrijd. Tijdens de Olympische Winterspelen van 2002 in Salt Lake City eindigde de Oostenrijker als zesde op de Gundersen en als elfde op de sprint, in de teamwedstrijd veroverde hij samen met Michael Gruber, Christoph Bieler en Felix Gottwald de bronzen medaille.

### 2003-heden
Stecher miste de wereldkampioenschappen noordse combinatie 2003 in Val di Fiemme. In Oberstdorf nam de Oostenrijker deel aan de wereldkampioenschappen noordse combinatie 2005, op dit toernooi eindigde hij als zeventiende op de sprint en als vijfentwintigste op de Gundersen. In november 2005 won hij in Kuusamo de tweede wedstrijd van het wereldbekerseizoen 2005/2006, zijn eerste wereldbekerzege sinds maart 1998. Tijdens de Olympische Winterspelen van 2006 in Turijn eindigde Stecher als veertiende op de sprint en als negentiende op de Gundersen. Samen met Michael Gruber, Christoph Bieler en Felix Gottwald werd hij olympisch kampioen in de landenwedstrijd.
Op de wereldkampioenschappen noordse combinatie 2007 in Sapporo eindigde de Oostenrijker als twaalfde op de sprint en als achttiende op de Gundersen, in de teamwedstrijd bereikte hij samen met Christoph Bieler, David Kreiner en Felix Gottwald de vierde plaats. In februari 2009 boekte Stecher in Seefeld zijn negende wereldbekerzege. In Liberec nam de Oostenrijker deel aan de wereldkampioenschappen noordse combinatie 2009. Op dit toernooi eindigde hij als tiende op de kleine schans, als zeventiende op de grote schans en als vijfentwintigste op de massastart. Samen met Bernhard Gruber, Wilhelm Denifl en Christoph Bieler eindigde hij als vijfde in de landenwedstrijd. Tijdens de Olympische Winterspelen van 2010 in Vancouver eindigde Stecher als vijfde op de normale schans en als achtste op de grote schans, in de landenwedstrijd veroverde hij samen met Bernhard Gruber, David Kreiner en Felix Gottwald de gouden medaille.
Op de wereldkampioenschappen noordse combinatie 2011 in Oslo eindigde de Oostenrijker als tiende op de grote schans en als negenentwintigste op de normale schans. Samen met Bernhard Gruber, David Kreiner en Felix Gottwald werd hij wereldkampioen in beide landenwedstrijden. In Val di Fiemme nam Stecher deel aan de wereldkampioenschappen noordse combinatie 2013. Op dit toernooi veroverde hij de zilveren medaille op de normale schans, op de grote schans eindigde hij op de 21e plaats. In de landenwedstrijd eindigde hij samen met Wilhelm Denifl, Bernhard Gruber en Lukas Klapfer op de vijfde plaats.

## Resultaten

### Olympische Spelen
| Jaar | Plaats         | Resultaten                                     |
| ---- | -------------- | ---------------------------------------------- |
| 1994 | Lillehammer    | 27e 15 km Gundersen 9e Team                    |
| 1998 | Nagano         | 8e 15 km Gundersen 4e Team                     |
| 2002 | Salt Lake City | 6e 15 km Gundersen · 11e 7,5 km Sprint · Team  |
| 2006 | Turijn         | 14e 7,5 km Sprint · 19e 15 km Gundersen · Team |
| 2010 | Vancouver      | 5e Gundersen NH · 8e Gundersen LH · Team       |

### Wereldkampioenschappen
| Jaar | Plaats        | Resultaten                                               |
| ---- | ------------- | -------------------------------------------------------- |
| 1995 | Thunder Bay   | 5e Team                                                  |
| 1997 | Trondheim     | Team                                                     |
| 1999 | Ramsau        | 7,5 km Sprint · 25e 15 km Gundersen · 7e Team            |
| 2001 | Lahti         | Team                                                     |
| 2005 | Oberstdorf    | 17e 7,5 km Sprint 25e 15 km Gundersen                    |
| 2007 | Sapporo       | 12e 7,5 km Sprint 18e 15 km Gundersen 4e Team            |
| 2009 | Liberec       | 10e Gundersen NH 17e Gundersen LH 22e Massastart 5e Team |
| 2011 | Oslo          | 29e Gundersen NH · 10e Gundersen LH · Team NH · Team LH  |
| 2013 | Val di Fiemme | Gundersen NH · 21e Gundersen LH · 5e Team                |

### Wereldbeker
Eindklasseringen
| Seizoen   | Plaats |
| --------- | ------ |
| 1993/1994 | 16e    |
| 1994/1995 | 9e     |
| 1995/1996 | 10e    |
| 1996/1997 | 4e     |
| 1997/1998 | Zilver |
| 1998/1999 | 16e    |
| 1999/2000 | 8e     |
| 2000/2001 | 42e    |
| 2001/2002 | 7e     |
| 2002/2003 | 17e    |
| 2003/2004 | 13e    |
| 2004/2005 | 10e    |
| 2005/2006 | 9e     |
| 2006/2007 | 12e    |
| 2007/2008 | 15e    |
| 2008/2009 | 6e     |
| 2009/2010 | 6e     |
| 2010/2011 | 5e     |
| 2011/2012 | 15e    |
| 2012/2013 | 26e    |

Wereldbekerzeges
| Datum            | Plaats            | Onderdeel       |
| ---------------- | ----------------- | --------------- |
| 15 januari 1994  | Oslo              | 15 km Gundersen |
| 18 februari 1996 | Murau             | 15 km Gundersen |
| 29 december 1996 | Oberwiesenthal    | 7,5 km Sprint   |
| 18 januari 1997  | Sankt Moritz      | 15 km Gundersen |
| 1 februari 1997  | Hakuba            | 15 km Gundersen |
| 13 december 1997 | Steamboat Springs | 15 km Gundersen |
| 10 maart 1998    | Falun             | 7,5 km Sprint   |
| 27 november 2005 | Kuusamo           | 7,5 km Sprint   |
| 7 februari 2009  | Seefeld           | 10 km Gundersen |
| 31 januari 2010  | Seefeld           | 10 km Gundersen |
| 18 december 2010 | Ramsau            | 10 km Gundersen |
| 19 december 2010 | Ramsau            | 10 km Gundersen |